# San Pablo (Turrubares)
San Pablo è un distretto della Costa Rica, capoluogo del cantone di Turrubares, nella provincia di San José.